# Homaliopsis targioniana
Homaliopsis targioniana là một loài rêu trong họ Neckeraceae. Loài này được (Mitt.) Dixon & P. de la Varde mô tả khoa học đầu tiên năm 1928.